# David Hogg
David Hogg (Los Angeles, 12 aprile 2000) è un politico e attivista statunitense, vicepresidente del Comitato Nazionale Democratico dal 2025 e impegnato nel campo del controllo delle armi da fuoco.

## Biografia
David Hogg è uno dei sopravvissuti del Massacro alla Marjory Stoneman Douglas High School di Parkland. Il 14 febbraio 2018 si trovava nel campus della scuola, quando un ex studente dell'istituto, il 19enne Nikolas Cruz, vi fece irruzione, iniziando a sparare con un fucile semiautomatico dopo aver azionato l'allarme antincendio. Con alcuni compagni Hogg tentò di uscire dall'edificio, ma un bidello ordinò loro di tornare indietro; Hogg attribuì successivamente all'operatore scolastico il merito di averli salvati, poiché essi si stavano dirigendo involontariamente verso l'assassino.
Un insegnante avvicinò poi il gruppetto di ragazzi, nascondendoli quindi in un armadio. Qui Hogg usò il cellulare per registrare la scena, dando anche modo agli altri studenti di raccontare ciò che stava accadendo qualora fossero stati trovati dall'omicida. La sorella di David, che all'epoca era una matricola, ebbe modo di scambiare sms con lui in quei drammatici momenti. Dopo circa un'ora, i poliziotti della squadra SWAT entrarono nell'istituto, quando ormai Cruz si era allontanato, e scortarono fuori tutti i sopravvissuti.
Dopo il massacro Hogg ha fondato con Emma Gonzalez e altri compagni di scuola l'associazione Never Again MSD (ovvero "Mai più MSD", dove MSD sta per Marjory Stoneman Douglas High School), per chiedere un maggiore controllo della proprietà delle armi da fuoco con leggi più severe, e ha organizzato la March for Our Lives ("Marcia per le nostre vite"). Nel 2020 The Times ha inserito Hogg fra i "20 personaggi che potrebbero cambiare il mondo". 
Nel 2023 Hogg ha conseguito la laurea all'Università Harvard.
Il 2 febbraio 2025 è diventato Vicepresidente del Comitato Nazionale Democratico.